# Condado de Pike (Indiana)
El condado de Pike (en inglés: Pike County) es un condado en el estado estadounidense de Indiana. En el censo de 2000 el condado tenía una población de 12 837 habitantes. Forma parte del área micropolitana de Jasper. La sede de condado es Petersburg. El condado fue formado el 21 de diciembre de 1816 a partir de porciones de los condados de Gibson y Perry. Fue nombrado en honor a Zebulon Pike, un militar y explorador estadounidense.

## Geografía
Según la Oficina del Censo, el condado tiene un área total de 883 km² (341 sq mi), de la cual 871 km² (336 sq mi) es tierra y 12 km² (5 sq mi) (1,44%) es agua.

### Condados adyacentes
- Condado de Daviess (noreste)
- Condado de Dubois (este)
- Condado de Warrick (sur)
- Condado de Gibson (oeste)
- Condado de Knox (noroeste)

### Áreas nacionales protegidas
- Patoka River National Wildlife Refuge and Management Area

## Autopistas importantes
- Interestatal 69
- Ruta Estatal de Indiana 56
- Ruta Estatal de Indiana 57
- Ruta Estatal de Indiana 61
- Ruta Estatal de Indiana 65
- Ruta Estatal de Indiana 257
- Ruta Estatal de Indiana 356

## Demografía
En el  censo de 2000, hubo 12 837 personas, 5119 hogares y 3680 familias residiendo en el condado. La densidad poblacional era de 38 personas por milla cuadrada (15/km²). En el 2000 había 5611 unidades habitacionales en una densidad de 17 por milla cuadrada (6/km²). La demografía del condado era de 99,10% blancos, 0,10% afroamericanos, 0,12% amerindios, 0,14% asiáticos, 0,04% isleños del Pacífico, 0,10% de otras razas y 0,39% de dos o más razas. 0,58% de la población era de origen hispano o latino de cualquier raza. 
La renta promedio para un hogar del condado era de $34 759 y el ingreso promedio para una familia era de $41 420. En 2000 los hombres tenían un ingreso medio de $31 967 versus $20 970 para las mujeres. La renta per cápita para el condado era de $16 217 y el 8,00% de la población estaba bajo el umbral de pobreza nacional.

## Ciudades y pueblos
- Otwell
- Petersburg
- Spurgeon
- Stendal
- Velpen
- Winslow